# Stranger than Fiction
Stranger than Fiction er en amerikansk komediedramfilm fra 2006 instrueret af Marc Forster efter manuskript af Zach Helm og med Will Ferrell, Maggie Gyllenhaal, Dustin Hoffman og Emma Thompson i hovedrollerne.

## Medvirkende
| Skuespiller       | Rolle                    |
| ----------------- | ------------------------ |
| Will Ferrell      | Harold Crick             |
| Maggie Gyllenhaal | Ana Pascal               |
| Dustin Hoffman    | Professor Julius Hibbert |
| Emma Thompson     | Karen Eiffel             |
| Queen Latifah     | Penny Escher             |
| Tony Hale         | Dave                     |

Filmen handler om en mand, som lever et liv fyldt med tal. En dag hører han en stemme, der fortæller om de ting, der sker for ham. I starten tror han, han er blevet sindssyg, men han kontakter en bogekspert og sammen finder de ud af, hvem der skriver om hans liv. Der er bare ét problem: forfatteren, der skriver bogen, dræber alle hovedpersonerne i sine romaner. Nu skal han have stoppet hende og samtidig vinde kærligheden hos en ung, smuk pige.

## Modtagelse
Stranger than Fiction blev generelt modtaget godt af kritikerne, bl.a. filmkritiker Roger Ebert tildelte filmen 3,5 stjerne ud af 4, og på Rotten Tomatoes har Stranger than Fiction en friskhed på 73%.

## Priser og nomineringer
- Saturn Award (USA)
  - Nomineret: Bedste mandlige hovedrolle (Will Ferrell)
  - Nomineret: Bedste kvindelige hovedrolle (Maggie Gyllenhaal)
  - Nomineret: Bedste fantasyfilm (Peter Weir)
  - Nomineret: Bedste kvindelige birolle (Emma Thompson)
  - Nomineret: Bedste manuskript (Zach Helm)

- Critics Choice Award (USA)
  - Nomineret: Bedste kvindelige birolle (Emma Thompson)
  - Nomineret: Bedste manuskriptforfatter (Zach Helm)

- Golden Globe Awards (USA)
  - Nomineret: Golden Globe for bedste skuespiller – drama (Will Ferrell)

- ALFS Award (Storbritannien)
  - Nomineret: Årets kvindelige britiske birolle (Emma Thompson)

- NBR Award (USA)
  - Nomineret: Bedste manuskript – originale: (Zach Helm)

- Writers Guild of America Awards (USA)
  - Nomineret: Bedste manuskript – originale: (Zach Helm)

- Satellite Award (USA)
  - Nomineret: Bedste mandlige hovedrolle i film, komedie eller musical: (Will Ferrell)
  - Nomineret: Bedste film, komedie eller musical: (Stranger than Fiction)